# Cutomu Jamaguči
Cutomu Jamaguči (山口 彊| Jamaguči Cutomu) (16. března 1916, Nagasaki, Japonsko – 4. ledna 2010, Nagasaki) přežil atomové bombardování Hirošimy a Nagasaki v průběhu druhé světové války. Ačkoliv se ví nejméně o 160 lidech, jejichž životy postihla obě tato bombardování, Jamaguči je jedinou osobou, která byla japonskou vládou oficiálně uznána za člověka přeživšího oba atomové výbuchy.
Podobně jako další obyvatelé Nagasaki, Jamaguči byl coby zaměstnanec Mitsubishi Heavy Industries z pracovních důvodů v Hirošimě právě ve chvíli, kdy došlo ke svržení atomové bomby, tedy 6. srpna 1945 v 8:15. Následujícího dne se vrátil do Nagasaki a navzdory svým zraněním šel 9. srpna, v den svržení druhé atomové bomby, opět do práce. To ráno vyprávěl svému nadřízenému, jak jediná bomba zničila Hirošimu, na což mu nadřízený řekl, že je blázen. Právě v té chvíli došlo k explozi bomby nad Nagasaki. Roku 1957 byl Jamagučimu přiznán status hibakuša (tj. osoba postižená atomovým výbuchem) bombardování Nagasaki, ale jeho přítomnost v Hirošimě o tři dny dříve byla japonskou vládou oficiálně uznána až 24. března 2009. Zemřel ve věku 93 let dne 4. ledna 2010 na karcinom žaludku.

## Mládí
Cutomu Jamaguči se narodil 16. března 1916. Ve třicátých letech získal místo v Mitsubishi Heavy Industries, kde pracoval jako projektant palivových nádrží.

## Druhá světová válka
Jamaguči si nikdy nemyslel, že by Japonsko mělo začít válku. Pokračoval ve své práci pro Mitsubishi Heavy Industries, ale japonský průmysl brzy začal upadat, protože neměl dostatek nerostných surovin a tankery byly potápěny. Jak se válka vlekla, začal se cítit tak sklíčený stavem své země, že zvažoval v případě prohry Japonska vraždu vlastní rodiny předávkováním prášky na spaní.

### Atomové bombardování Hirošimy
Jamaguči žil a pracoval v Nagasaki, ale v létě roku 1945 byl v Hirošimě na tříměsíční služební cestě. 6. srpna se on a jeho dva kolegové Akira Iwanaga a Kunijoši Sato chystali z města odjet. Cestou na nádraží si Jamaguči uvědomil, že zapomněl své hanko (pečetidlo, které mu mimo jiné umožňovalo cestovat), a vrátil se pro něj do kanceláře. Když v 8:15 vcházel do doků, americký bombardér Enola Gay svrhl atomovou bombu Little Boy ve vzdálenosti pouhých 3 km od centra města. Jamaguči si dokázal vybavit, že viděl bombardér a dva malé padáky. O tom, co následovalo, řekl: „na obloze byla velká záře a odhodilo mě to pryč.“ Po explozi byl dočasně oslepen, měl protržené ušní bubínky a vážné popáleniny na levé straně horní poloviny těla.
Poté, co se vzpamatoval, doplazil se do úkrytu a odpočinul si, vydal se hledat své kolegy. Ti také přežili, takže všichni společně přečkali noc v protileteckém krytu a druhý den se vrátili do Nagasaki. Tam Jamaguči podstoupil léčbu svých zranění a už 9. srpna se s obvazy všude po těle opět vrátil do práce.

### Atomové bombardování Nagasaki
9. srpna v 11 hodin Jamaguči popisoval výbuch v Hirošimě svému nadřízenému, právě když americký bombardér Bockscar svrhl na město atomovou bombu Fat Man. Jamaguči se díky umístění pracoviště opět nacházel 3 km od místa výbuchu (ground zero), ale tentokrát vyvázl bez zranění. Nebyl však schopen vyměnit své zničené obvazy a více než týden trpěl vysokými horečkami.

## Život po válce
Na počátku padesátých let se Jamagučimu a jeho ženě, která byla také vystavena atomovému výbuchu v Nagasaki, narodily dvě dcery.
Po skončení války pracoval jako překladatel pro okupační síly Námořní pěchoty Spojených států amerických a poté zastával funkci ředitele školy.
Posléze se vrátil ke své práci projektanta palivových nádrží ve společnosti Mitsubishi. Když v roce 1957 japonská vláda oficiálně připsala přeživším atomových výbuchů status hibakuša, Jamagučiho průkaz totožnosti obsahoval pouze informaci o jeho pobytu v Nagasaki.
Jamaguči byl se situací spokojen a vděčný za to, že je poměrně zdráv, rozhodl se nechat vzpomínky na bombardování za sebou.
Postupem času se jeho názory na využívání jaderných zbraní začaly měnit.
Již jako osmdesátník napsal o své zkušenosti knihu (Ikasareteiru inoči) a v roce 2006 byl pozván k účasti na dokumentu o 165 osobách, které přežily oba atomové výbuchy (v Japonsku se tito lidé nazývají nidžú hibakuša). Tento dokument se pod názvem Twice Survived: The Doubly Atomic Bombed of Hiroshima and Nagasaki promítal před Organizací spojených národů. Jamaguči na tomto promítání žádal o zákaz jaderných zbraní.
Stal se z něj hlasitý zastánce jaderného odzbrojení. V rozhovoru novináři řekl: „Důvodem, proč nenávidím atomovou bombu, je to, co dělá s důstojností lidských bytostí.“ Během telefonického rozhovoru prostřednictvím své dcery prohlásil: „Nerozumím, proč svět nechápe muka způsobená atomovými bombami. Jak mohou pokračovat ve vývoji těchto zbraní?“
22. prosince 2009 se kanadský filmový režisér James Cameron a spisovatel Charles Pellegrino setkali s Jamagučim, když byl v nemocnici v Nagasaki, a diskutovali spolu záměr natočit film o jaderných zbraních. „Věřím, že Cameronovi s Pellegrinem je souzeno natočit film o jaderných zbraních,“ prohlásil potom Jamaguči.

### Oficiální uznání
Jamaguči zpočátku necítil potřebu upozorňovat na svůj status dvojnásobné oběti. Ve stáří však začal své přežití považovat za osud, a tak v lednu roku 2009 zažádal o uznání druhého přežití. Japonská vláda této žádosti v březnu téhož roku vyhověla, čímž se Jamaguči stal jediným oficiálně uznaným přeživším obou atomových výbuchů. 
O tomto uznání řekl: „Moje dvojité ozáření je nyní oficiálním vládním záznamem. Bude vyprávět hrůznou historii atomových bombardování příštím generacím dokonce i po mé smrti.“

### Zdravotní stav
Jamaguči přišel v důsledku hirošimského výbuchu o sluch v levém uchu. Dočasně také zplešatěl a jeho dcera vzpomíná, že do jejích dvanácti let byl otec neustále zavinutý do obvazů. Navzdory tomu všemu pak Jamaguči vedl zdravý život. Na jeho sklonku trpěl onemocněními v důsledku ozáření, včetně šedého zákalu a akutní leukémie.
Také jeho žena trpěla otravou z ozáření zapříčiněnou radioaktivním spadem, který následoval po výbuchu v Nagasaki, a v roce 2010 zemřela po životě v nemoci ve věku 93 let na rakovinu jater a nádory ledvin.
Všichni z jejich tří potomků trpěli zdravotními problémy, které pravděpodobně souvisely s ozářením rodičů.

## Smrt
V roce 2009 se Jamaguči dozvěděl, že umírá na karcinom žaludku. Zemřel ve věku 93 let dne 4. ledna 2010 v Nagasaki.

## Kontroverze kolem pořadu BBC
17. prosince 2010 stanice BBC představila Jamagučiho ve svém komediálním pořadu QI, kde ho zmiňovala coby „největšího smolaře na světě“. Moderátor pořadu QI Stephen Fry a jeho hvězdní hosté rozesmáli publikum pomocí černého humoru, například když padla otázka, zda na Jamagučim bomba přistála a pak se odrazila. Po vysílání BBC nahrála klip z této epizody na internet, ale později byl smazán. Mluvčí BBC řekl zpravodajům pro Kyodo News: „Dali jsme našemu štábu pokyny ke smazání zmíněného souboru, jelikož jsme již vydali prohlášení o nevhodnosti jeho obsahu.“
Epizoda vyvolala v Japonsku vlnu kritiky. Jamagučiho dcera Tošiko Jamasaki vystoupila v celostátním vysílání večerních zpráv kanálu NHK a prohlásila:
„Nemůžu odpustit to, že se vysmívají zkušenosti atomového výbuchu v Británii, která sama vlastní jaderné zbraně. To dokazuje, že svět dost dobře nechápe hrůzy atomové bomby. Jsem spíš zarmoucená, než rozčilená.“ 
Japonská ambasáda v Londýně napsala BBC stížnost na to, že program je urážkou zesnulých obětí atomových bomb.
Producent programu Piers Fletcher na stížnost odpověděl: „Hluboce litujeme pokaždé, když dojde k urážce,“ a „jasně vidím, že jsem podcenil potenciální citlivost japonských diváků vůči tomuto tématu.“
22. ledna 2011 BBC a Talkback Thames vydaly společné prohlášení. Na japonskou ambasádu také přišel dopis od generálního ředitele BBC Marka Thompsona.